# Arménie aux Jeux paralympiques d'hiver de 2010
Cet article présente des informations sur la participation et les résultats de l'Arménie aux Jeux paralympiques d'hiver de 2010.

## Médailles
L'équipe d'Arménie n'a remporté aucune médaille

## Engagés par sport

### Ski alpin
Hommes
- Mher Avansyan

Femmes
- Gayane Usnyan

## Source
- Site officiel des JP d'hiver de Vancouver 2010